# Jo Yu-ri

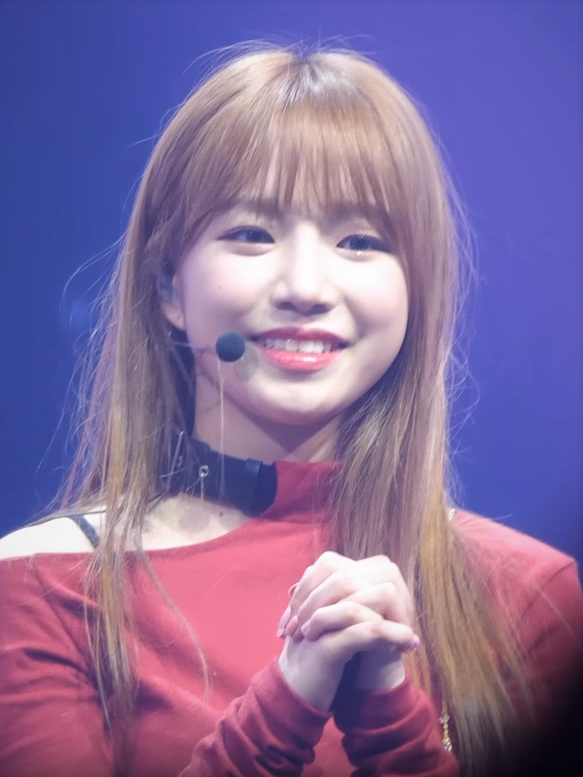
Jo Yu-ri

Jo Yu-ri (hangul: 조유리) (22 de outubro de 2001), mais frequentemente creditada na carreira musical apenas como Yuri, é uma cantora, dançarina, atriz e compositora sul-coreana. É conhecida por ter participado dos  realitys shows Idol School e Produce 48 , ambos produzidos pelo canal de televisão Mnet, classificando-se em terceiro lugar no episódio final do Produce48 . Foi integrante do grupo feminino Iz One, formado pelas doze vencedoras do programa. E ficou conhecida mundialmente por interpretar a jogadora 222 na série Squid Game. 

## Carreira
Após participar do reality show Idol School, onde foi eliminada, Jo Yu-ri participou do programa de sobrevivência Produce 48, produzido pelo canal de televisão sul-coreano Mnet, em 2018. O reality foi uma colaboração entre Produce 101 e o grupo japonês AKB48. Das noventa e seis concorrentes iniciais, as doze finalistas foram escolhidos por votos do público e anunciado ao vivo pelo canal Mnet, formando o grupo feminino Iz One, do qual Yu-ri fez parte.
Ela estreou como atriz em 2022, na websérie Mimicus, e agora faz sua maior aparição na TV com Round 6.
A segunda temporada de Round 6 trouxe novos personagens e histórias ao brutal jogo de sobrevivência. Uma das novidades é Kim Jun-Hee, a jogadora 222, vivida pela atriz e cantora sul-coreana Jo Yu-ri

## Filmografia

### Programas de variedades
| Ano  | Emissora | Título      | Papel                    |
| ---- | -------- | ----------- | ------------------------ |
| 2017 | Mnet     | Idol School | Participante             |
| 2018 | Mnet     | Produce 48  | Participante e finalista |

Série

- Jogadora 222, Squid Game.